# Saudiarabien vid världsmästerskapen i friidrott 2023
Saudiarabien tävlade vid världsmästerskapen i friidrott 2023 i Budapest i Ungern mellan den 19 och 27 augusti 2023.

## Resultat
Saudiarabiens trupp bestod av två idrottare.

### Herrar
Teknikgrenar
| Idrottare             | Gren     | Kval    | Kval      | Final            | Final            |
| Idrottare             | Gren     | Distans | Placering | Distans          | Placering        |
| --------------------- | -------- | ------- | --------- | ---------------- | ---------------- |
| Hussain Asim Al Hizam | Stavhopp | 5,35    | =26       | Gick inte vidare | Gick inte vidare |

### Damer
Gång- och löpgrenar
| Idrottare              | Gren      | Försöksheat | Försöksheat | Semifinal        | Semifinal        | Final            | Final            |
| Idrottare              | Gren      | Resultat    | Placering   | Resultat         | Placering        | Resultat         | Placering        |
| ---------------------- | --------- | ----------- | ----------- | ---------------- | ---------------- | ---------------- | ---------------- |
| Yara Ahmed Abuljadayel | 100 meter | 13,54       | 8           | Gick inte vidare | Gick inte vidare | Gick inte vidare | Gick inte vidare |